# Javerdat

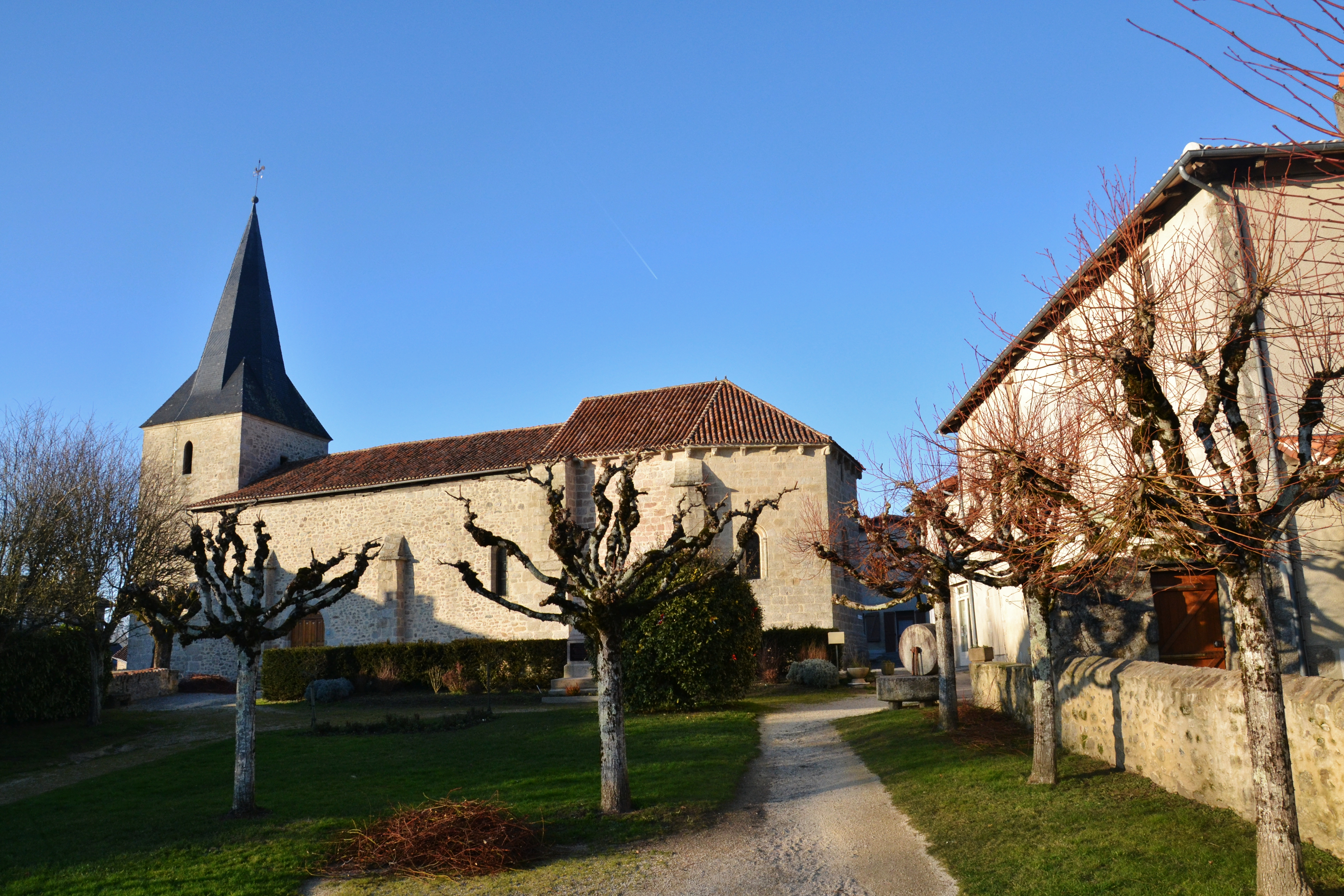
Kościół w Javerdat (2012)

Javerdat – miejscowość i gmina we Francji, w regionie Nowa Akwitania, w departamencie Haute-Vienne.
Według danych na rok 1990 gminę zamieszkiwało 528 osób, a gęstość zaludnienia wynosiła 21 osób/km² (wśród 747 gmin Limousin Javerdat plasuje się na 244. miejscu pod względem liczby ludności, natomiast pod względem powierzchni na miejscu 238.).

## Populacja

Populacja Javerdat w latach 1962–2008